# Ctenochromis luluae
Ctenochromis luluae är en fiskart som först beskrevs av Fowler, 1930.  Ctenochromis luluae ingår i släktet Ctenochromis och familjen Cichlidae. IUCN kategoriserar arten globalt som otillräckligt studerad. Inga underarter finns listade i Catalogue of Life.